# Купченська сільська рада
| Купченська сільська рада — орган місцевого самоврядування у Буському районі Львівської області з адміністративним центром у с. Купче. Історична дата утворення: 1 січня 1944 року. Водоймища на території, підпорядкованій даній раді: річка Західний Буг. Сільській раді підпорядковані населені пункти: - с. Купче - с. Ракобовти |

## Склад ради
Рада складається з 12 депутатів та голови.

### Керівний склад ради
| ПІБ                            | Основні відомості                                                 | Дата обрання | Дата звільнення |
| ------------------------------ | ----------------------------------------------------------------- | ------------ | --------------- |
| Смолінський Богдан Ярославович | Сільський голова, 1978 року народження, освіта, безпартійний      | 26.03.2006   | 31.10.2010      |
| Смолінський Богдан Ярославович | Сільський голова, 1977 року народження, освіта вища, безпартійний | 31.10.2010   |                 |

Примітка: таблиця складена за даними джерела